# Josh Duncan
Joshua Dwight „Josh“ Duncan (* 12. Mai 1986 in Cincinnati, Ohio) ist ein US-amerikanischer Basketballspieler. Nach dem Studium in seinem Heimatland begann Duncan eine Karriere als professioneller Spieler in Europa, wo er zunächst in Frankreich, Belgien und Israel, das dem Kontinentalverband FIBA Europa angehört, spielte. Nach vier Jahren in der israelischen Ligat ha’Al spielt Duncan seit der Basketball-Bundesliga 2014/15 für den deutschen Erstligisten Brose Baskets.

## Karriere
Nach dem Schulabschluss an der Moeller High School in seiner Geburtsstadt begann Duncan ein Studium an der Xavier University of Cincinnati, wo er ab 2004 unter anderem zusammen mit dem späteren Bundesliga-Profi Stanley Burrell für die Hochschulmannschaft Musketeers in der damals in der Atlantic 10 Conference (A-10) der NCAA spielte. Die Musketeers konnten 2005 ihren Titel im A-10-Meisterschaftsturnier nicht verteidigen und verpassten auch eine Qualifikation für landesweite NCAA-Endrundenturnier. Ein Jahr später holten sich die Musketeers den Titel im A-10-Turnier zurück und schlugen im Finale die Hawks der Saint Joseph’s University mit einem Punkt Unterschied 62:61. Im Endrundenturnier verloren sie jedoch in der ersten Runde gegen die favorisierten Bulldogs der Gonzaga University. 2007 konnten die Musketeers im A-10-Turnier ihren Titel nicht verteidigen, doch im Endrundenturnier erreichten sie die zweite Runde, in der sie dem späteren Finalisten Buckeyes der Ohio State University um Greg Oden erst nach Verlängerung unterlagen. Nachdem Justin Cage und Justin Doellman eine professionelle Karriere gestartet hatten, erreichten Duncan und Burrell zusammen mit unter anderem Jamel McLean im „March Madness“ genannten Endrundenturnier 2008 gar das Viertelfinale Elite Eight, in dem sie dann jedoch deutlich den UCLA Bruins unterlagen. Im anschließenden NBA-Draft 2008 wurde Duncan jedoch von keinem Klub der am höchsten dotierten Profiliga NBA ausgewählt.
Nach dem Ende seines Studiums startete Duncan daher 2008 eine professionelle Karriere in Europa, wo er in der Saison 2008/09 für den französischen Altmeister Élan Béarnais aus Pau spielte. Nach 34 Jahren Erstligazugehörigkeit und fünf Jahre nach dem letzten Titelgewinn stieg der Verein jedoch am Saisonende nach nur sieben Siegen in 30 Spielen als Tabellenletzter aus der höchsten Spielklasse LNB Pro A ab. Duncan wechselte daher zur folgenden Saison in die höchste belgische Spielklasse Ethias League zum Verein aus Lüttich, der mit Mike Green und Will Thomas den belgischen Supercup 2010 gewann und die Play-off-Finalserie um die Meisterschaft erreichte, die jedoch gegen Titelverteidiger Spirou BC Charleroi verloren ging. Zur Saison 2010/11 wechselte Duncan in die höchste israelische Spielklasse Ligat ha’Al zum Aufsteiger Maccabi aus Aschdod. Auf Anhieb erreichte die Mannschaft auf dem sechsten Platz die Play-offs, in denen man im Viertelfinale gegen Hapoel Jerusalem sieglos blieb. Als Siebter der folgenden Saison überraschte man im Play-off-Viertelfinale Vizemeister Hapoel Gilboa Galil und zog beim Final-Four-Turnier bis ins Finalspiel ein, das dann jedoch gegen Titelverteidiger und Rekordmeister Maccabi Tel Aviv deutlich verloren ging. Während Duncans Mannschaftskameraden Joshua Carter nach Russland und Alex Tyus nach Italien wechselten, ging Duncan nach Saisonende zu Hapoel aus Jerusalem. Mit negativer Saisonbilanz erreichte Hapoel als Fünfter die Play-offs 2013, in denen man sich knapp in der ersten Runde behaupten konnte, dann aber im wieder im Play-off-Format ausgespielten Halbfinale gegen Titelverteidiger Maccabi Tel Aviv ohne Sieg blieb. In der folgenden Saison erreichte Hapoel mit nur einer Niederlage Rückstand auf EuroLeague 2013/14-Champion Maccabi Tel Aviv als zweitplatzierte Mannschaft die israelischen Play-offs. Zudem gewann man im Eurocup 2013/14, den man zehn Jahre zuvor schon einmal gewinnen konnte, gegen den deutschen Vertreter ratiopharm Ulm das Achtelfinale und schied in der folgenden Runde erst gegen BK Nischni Nowgorod aus. In den israelischen Play-offs verlor die Mannschaft jedoch die Halbfinalserie gegen den Vorjahres-Überraschungsmeister Maccabi Haifa.
Zur Basketball-Bundesliga 2014/15 wechselte Duncan zum deutschen Erstligisten Brose Baskets aus Bamberg.